# Образование в Монголии
Образование в Монголии — одно из приоритетных направлений внутренней политики Монголии. Неграмотность в стране практически уничтожена, благодаря созданию сезонных школ-интернатов для детей из семей кочевников (в 2003 неграмотное население в Монголии составляло 2 %).
Десятилетнее образование было обязательным для всех детей от 6 до 16 лет (шесть из них — начальная школа). Обязательное школьное образование, однако, было продлено на два года для всех первоклассников в 2008—2009 учебном году. Новая система, таким образом, не будет полностью введена в действие до 2019—2020 учебного года (требуется правка). Кроме того, предлагаются курсы профессиональной подготовки для молодых людей в возрасте 16-18 лет. На сегодняшний день в Монголии имеется семь университетов. Монгольский государственный университет в Улан-Баторе, основанный в 1942 году — крупнейший и старейший университет страны; в 2006 году в нём училось около 12 000 студентов.

## История образования в Монголии
В 1952 году между СССР и МНР было заключено соглашение «Об обучении граждан МНР в высших учебных заведениях СССР», согласно которому советская сторона брала на себя обязательство оплатить 50 % всех затрат на обучение монгольских граждан. Только за десять лет с 1951 по 1961 год в вузах Советского Союза было подготовлено 410 специалистов для Монголии. С 1960 года подготовка специалистов для монгольского народного хозяйства начинает приобретать массовый характер. Это было связано прежде всего с тем, что в Монголии с развитием промышленности ощущался большой дефицит квалифицированных кадров.
В октябре 1960 года между правительствами СССР и МНР было подписано соглашение об условиях взаимного обучения студентов и аспирантов в высших гражданских и научно-исследовательских учреждениях. В данном соглашении отмечалось, что расходы по обучению приезжающих, а также обеспечение их общежитием, бесплатным медицинским обслуживанием относится за счет принимающей стороны и производится на одинаковых условиях со студентами и аспирантами — гражданами своей страны.
К 1960 году обучение монгольских граждан осуществляли 148 высших учебных заведений в 19 городах Советского Союза. Значительное увеличение числа монгольских студентов в вузах СССР наблюдалось в 1970-е гг. Так, если в 1960—1961 учебном году обучалось 2083 студентов и аспирантов, то в конце 1970-х гг. — более 3 тысяч.

## Образование

### Дошкольное образование
В Монголии имеется нехватка мест в государственных детских садах, в следствии этого в стране развилось система частного детского дошкольного образования.
По нормативам государственных садах разрешается не более двадцати человек в группе, но это правило не всегда выполняется. В Улан-Баторе в группе бывает до тридцати детей, а в провинции — даже сорок пять. Поэтому многие родители стараются отдать детей именно в частные детские сады. Все садики должны быть на монгольском. Но родители, как правило, отдают детей в частные сады с целью обучения иностранным языкам.

### Среднее образование
Среднее образование является универсальным и бесплатным, так что в итоге Монголия имеет процент грамотности между 80 % и 90 %. С 1 сентября 2008 года Монголия перешла на 12-
летнее школьное образование (ранее монголы получали 11-летнее образование). В связи с этим, в 1 класс 1 сентября пойдут дети, которым исполнилось только 6 лет. Продолжительность урока сокращена до 35 минут, а уроки проходят в виде игры. Кроме математики и монгольского языка, они изучают музыку и рисование.

## Университеты Монголии

### Монгольский Государственный Университет
Монгольский государственный университет был создан в 1942 году. Первоначально Монгольский Государственный Университет имел только 3 факультета. В 1958 году факультет зоологии и ветеринарии стал самостоятельным учебным заведением под названием Аграрный университет Монголии. В 1961 году Медицинский факультет стал Медицинским Университетом Монголии. В 1969 году факультет техники и технологии стал Политехническим институтом Монголии. В 1979 году был создан факультет Гуманитарных и социальных наук
Монгольский Государственный Университет играет ключевую роль в подготовке профессиональных кадров страны. На данный момент Монгольский государственный университет имеет 12 факультетов. Число студентов — 10600. Число магистров — 1600. Число аспирантов — 600.

### Монгольский Государственный Университет Техники и Технологии
В 1969 году был создан Институт Политехники в столице Монголии. До этого это учебное заведение входил в состав Монгольского Государственного Университета. С момента создания Институт Политехники сразу открыл несколько факультетов, таких как факультет архитектуры, факультет энергетики, факультет геологии и инженерный факультет. В 1990 году по решению Правительство Монголии Институт Политехники переименовали. Монгольский Государственный Университет Техники и Технологии настоящее время имеет 15 факультетов. Число студентов — 21 000 Число магистров — 10 000.

### Медицинский Университет Монголии
Медицинский университет был открыт в 1961 году. До этого будущих медиков подготовили на медицинском факультете Монгольского Государственного Университета. Медицинский Университет Монголии имеет следующие факультеты:

#### Факультеты
- факультет лечебно-профилактического
- факультет социального здоровья
- факультет стоматологического
- факультет медицинских сестёр
- факультет фарма-биомедицинского

Общее число учащихся 4700.

### Гуманитарный Университет
Монгольский Гуманитарный Университет был основан в 1979 году как Институт русского языка.
С 1990 года переименован Институтом иностранных языков. С 2000 года получил статус Гуманитарного Университета.
Университет готовит будущих гуманитариев Монголии. Число студентов в 2015/2016 учебном году составил 4200 студентов.  500 магистров и докторантов.

### Монгольский институт производства и торговли
Общее число учащихся 4700.Это учебное заведение Монголии было открыто в 1924 году как временная школа торговли. За всю историю существования это учебное заведение было несколько раз переименовано. Этот институт обучает будущих специалистов в области экономики и бизнеса.
Число студентов — 2500 Число магистров и аспиратов −1200.

### Монгольский Государственный Университет Образования
Данное учебное заведение было основано в 1951 году под названием Педагогический институт Монголии. Первоначально был открыто только 4 факультета. В 2004 году Педагогический институт был переименован и теперь носит название «Монгольский Университет Образования».
Здесь готовят будущих учителей средних школ.
Число студентов — 6900. Число магистров 1500.

### Монгольский международный университет
Монгольский международный университет является частным высшим учебным заведением и находится в Улан-Баторе (Монголия). Университет был основан в 2002 году и имеет 100 % иностранное участие при поддержке правительства Монголии. Все обучение проводится только на английском языке.
Монгольский международный университет осуществляет подготовку бакалавров по пяти специальностям — Международный бизнес и менеджмент (IM), Информационные технологии (IT), Биотехнологии (BT), Факультет английского языка (EE), Факультет моды и дизайна (FD). Кроме того, для студентов открыт один магистерский курс — Обучение английскому языку иностранцев (Teaching English to speakers of other languages, TESOL).

#### Факультеты
Бакалавриат:
- Международный бизнес и менеджмент
- Информационные технологии
- Биотехнологии
- Английский язык и немецкий язык там тоже изучают
- Мода и дизайн
- Энергетические технологии и человеческие ресурсы

Магистратура:
- Обучение английскому языку как иностранному (Teaching English to speakers of other languages)

Кроме того, при ММУ работают различные языковые институты, которые предоставляют образование по разным направлениям. Языковой образовательный институт, Монгольский языковой и культурный центр, Корейская языковая школа «Пэджэ» ведут подготовку студентов на английском, монгольском и корейском языках.